# جائزة أستراليا الكبرى 1993
جائزة أستراليا الكبرى 1993 هو سباق فورمولا 1 أقيم بتاريخ 7 نوفمبر 1993 في حلبة أديليد ستريت، جنوب أستراليا، أستراليا. كان السادس عشر من أصل 16 في بطولة العالم لسباقات الفورمولا واحد موسم 1993. حلّ البرازيلي آيرتون سينا أولا بينما جاء الفرنسي ألن بروست في المركز الثاني وحصل على المركز الثالث البريطاني دايمون هيل.